# Jane Roberts
Jane Roberts (8 mai 1929 – 5 septembre 1984) est une auteur américaine, réputée pour avoir écrit une série de livres en état de transe (Les livres de Seth, coécrits avec son époux, le peintre Robert Butts). La publication de ces textes en a fait la figure prépondérante du phénomène du channeling et du New Age au XXe siècle.
Elle est également auteur de nouvelles de science fiction, de romans, de littérature pour enfants et de divers textes philosophiques.

## Biographie
Jane Roberts est née à Saratoga Springs, dans l'État de New York et décédée en 1984 à l'âge de 55 ans des suites d'une maladie auto-immune. En 1996, le reste de ses œuvres a été publié à titre posthume par son époux, Robert Butts, et il a été fait don de ses manuscrits, notes et enregistrements à la Bibliothèque de l'Université Yale.

## Seth
L'entité appelée "Seth" est rapidement devenue un classique du genre à l'origine d'un engouement pour le channelling dans les années 1970. La complexité et la qualité littéraire du texte sont parfois créditées pour justifier l'intérêt que lui ont porté des millions de lecteurs. Bon nombre des principes du New Age sont issus des 16 ouvrages de Seth.

## Livres
- Roberts, Jane (1974). The Nature of Personal Reality. Comment résoudre vos problèmes quotidiens et enrichir votre vie. Amber-Allen Publishing.  (ISBN 1-878424-06-8). Trad. : La nature de la réalité personnelle
  - t. I : Une vision de l'au-delà, Editions de Mortagne, 2011, 240 p.
  - t. II : Votre corps, sculpture vivante, Editions de Mortagne, 1992, 296 p.
- Roberts, Jane (1981). The Individual and the Nature of Mass Events. Amber-Allen Publishing.  (ISBN 1-878424-21-1). Trad. : Seth. Evénements collectifs. Un choix individuel, Mortagne, 1990, 319 p.
- Roberts, Jane and Robert F. Butts (1994). Seth Speaks: The Eternal Validity of the Soul. Amber-Allen Publishing.  (ISBN 1-878424-07-6). Trad. : Seth parle. L'éternelle validité de l'âme,
  - t. I : Mama Editions, 2010, 167 p.
  - t. II : Mama Editions, 2010, 400 p.

## Nouvelles de science-fiction
- Le Chariot rouge, 1958 ((en) The red wagon, 1956)
- Le Collier de marrons, 1958 ((en) The Chestnut Beads, 1957)
- Le Temple, 1958 ((en) The canvas pyramid, 1957)
- Cauchemar, 1963 ((en) Nightmare, 1959)
- Sans issue, 1960 ((en) Impasse, 1959)
- Nettoyage en profondeur, 1964 ((en) Three times around, 1964)